# Curlicul
Un curlicul (plural curlicule), în artele vizuale, este o răsucire extravagantă sau o buclă, compusă de obicei dintr-o serie de cercuri concentrice. E un motiv recurent în arhitectură (ca ornament pentru buiandrugul/arhitrava de deasupra unei uși), și în caligrafie. Cuvântul poate să se refere, de asemenea, la un tip specific de origami, realizat dintr-o singură bandă de hârtie care poate să fie transformată în multe forme geometrice.

## Exemple

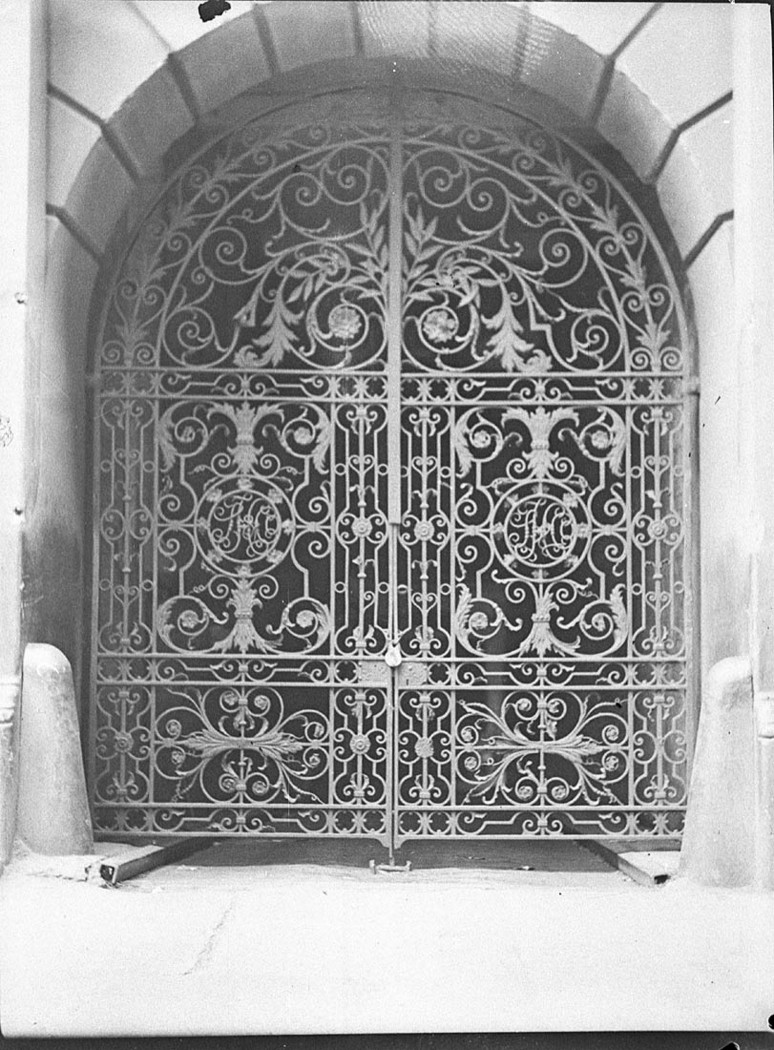
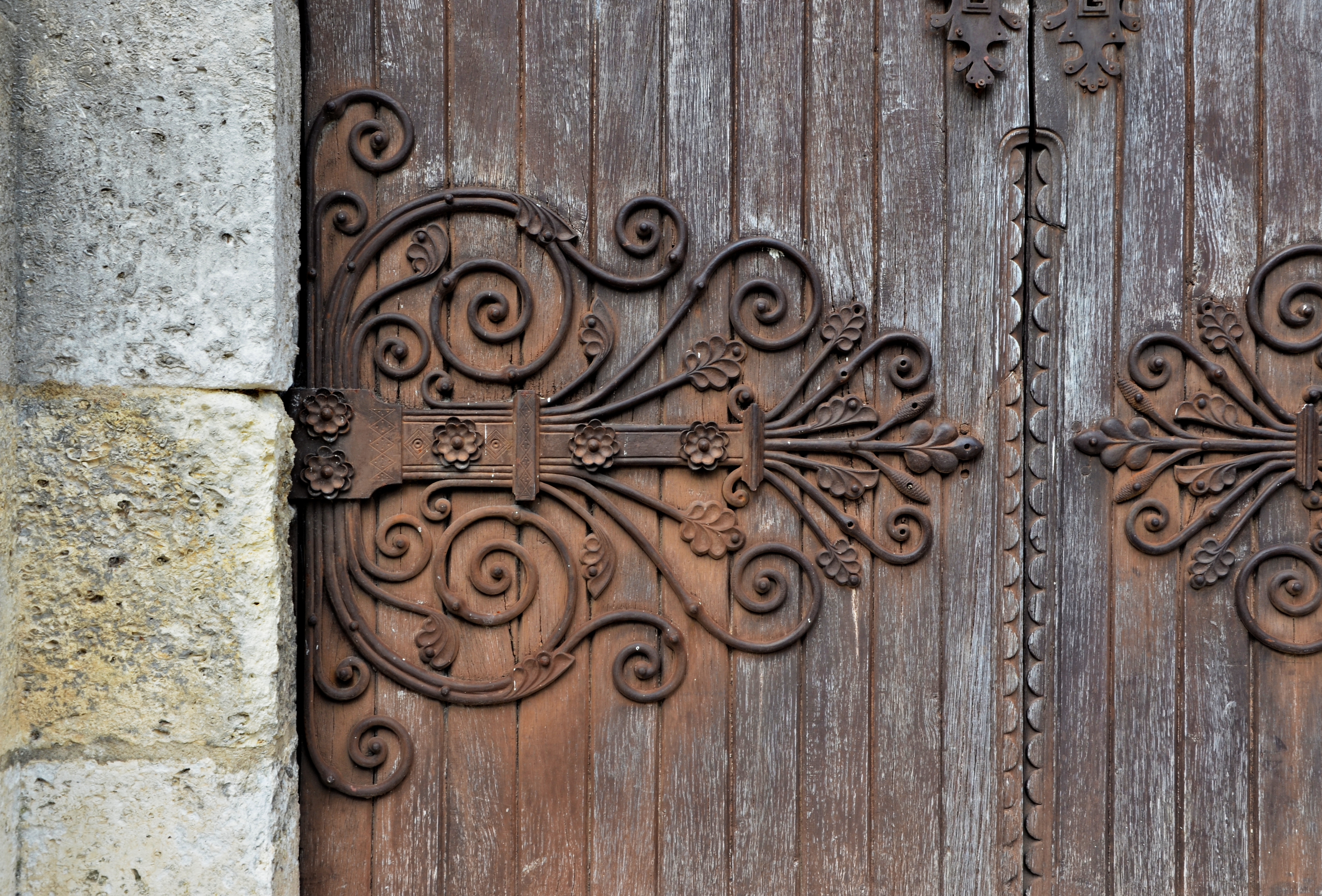
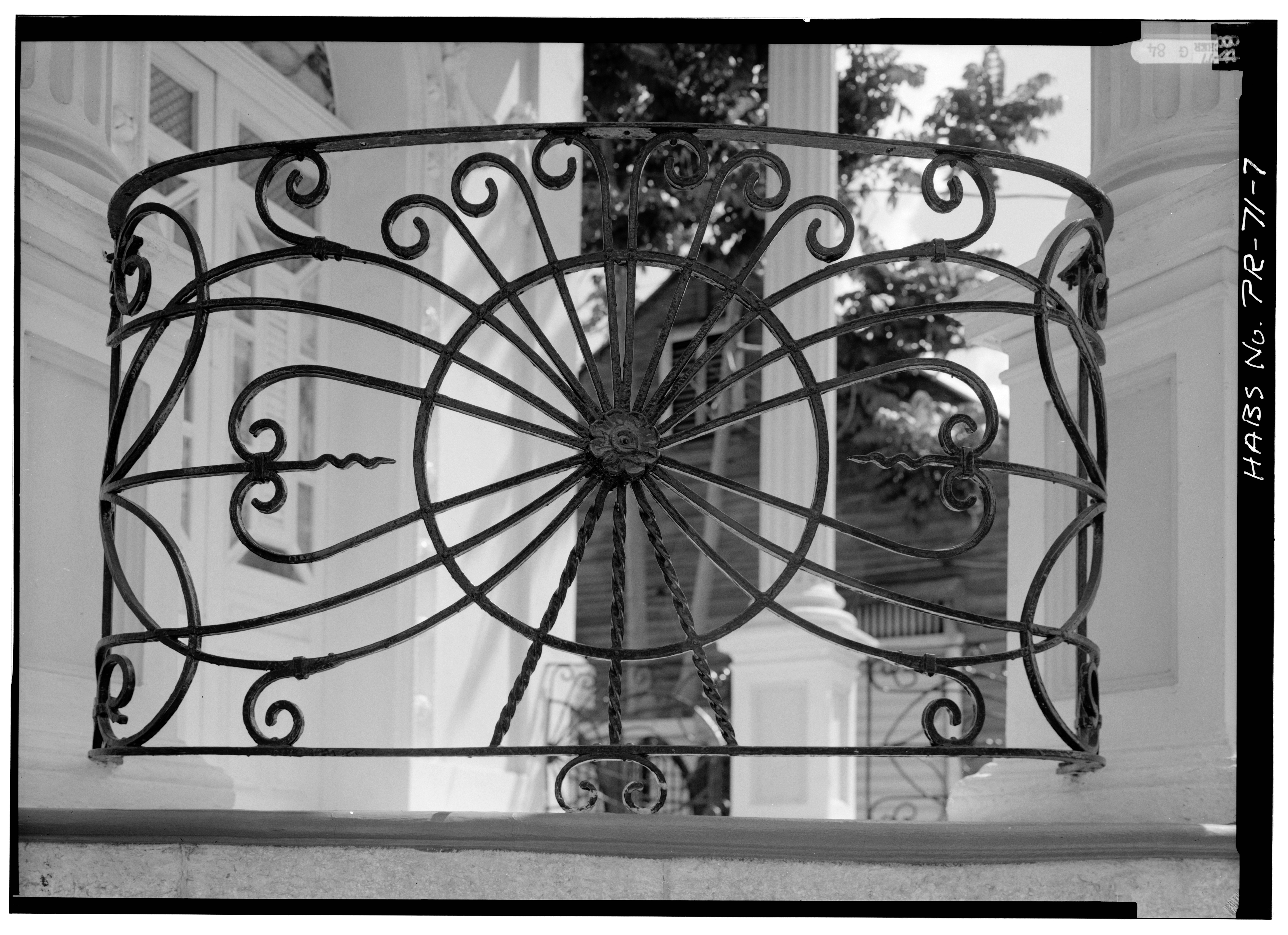
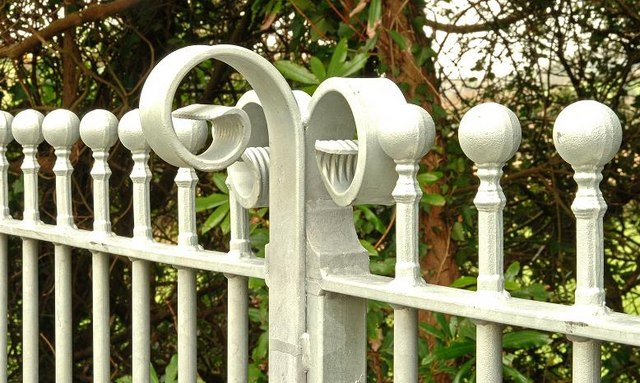
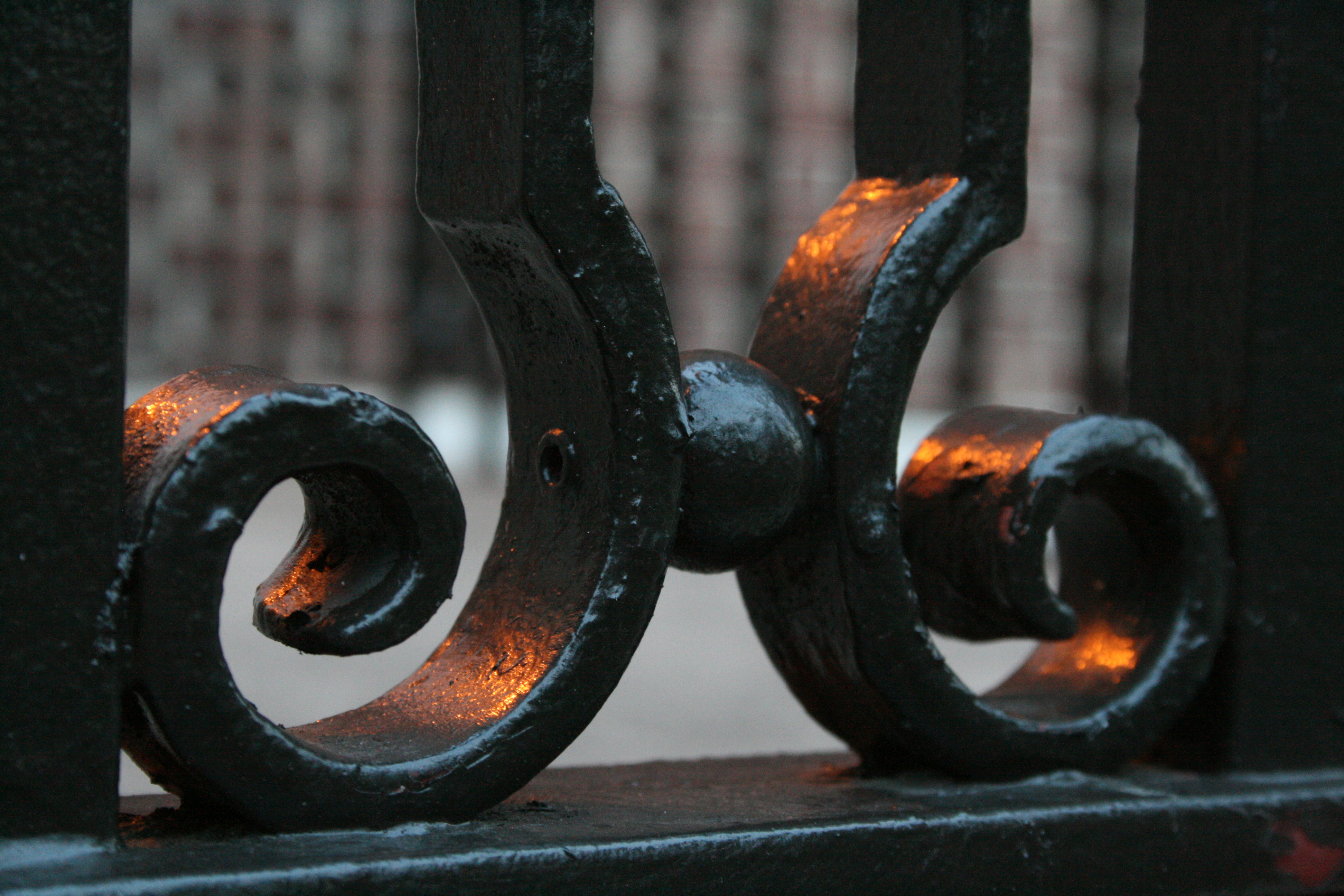
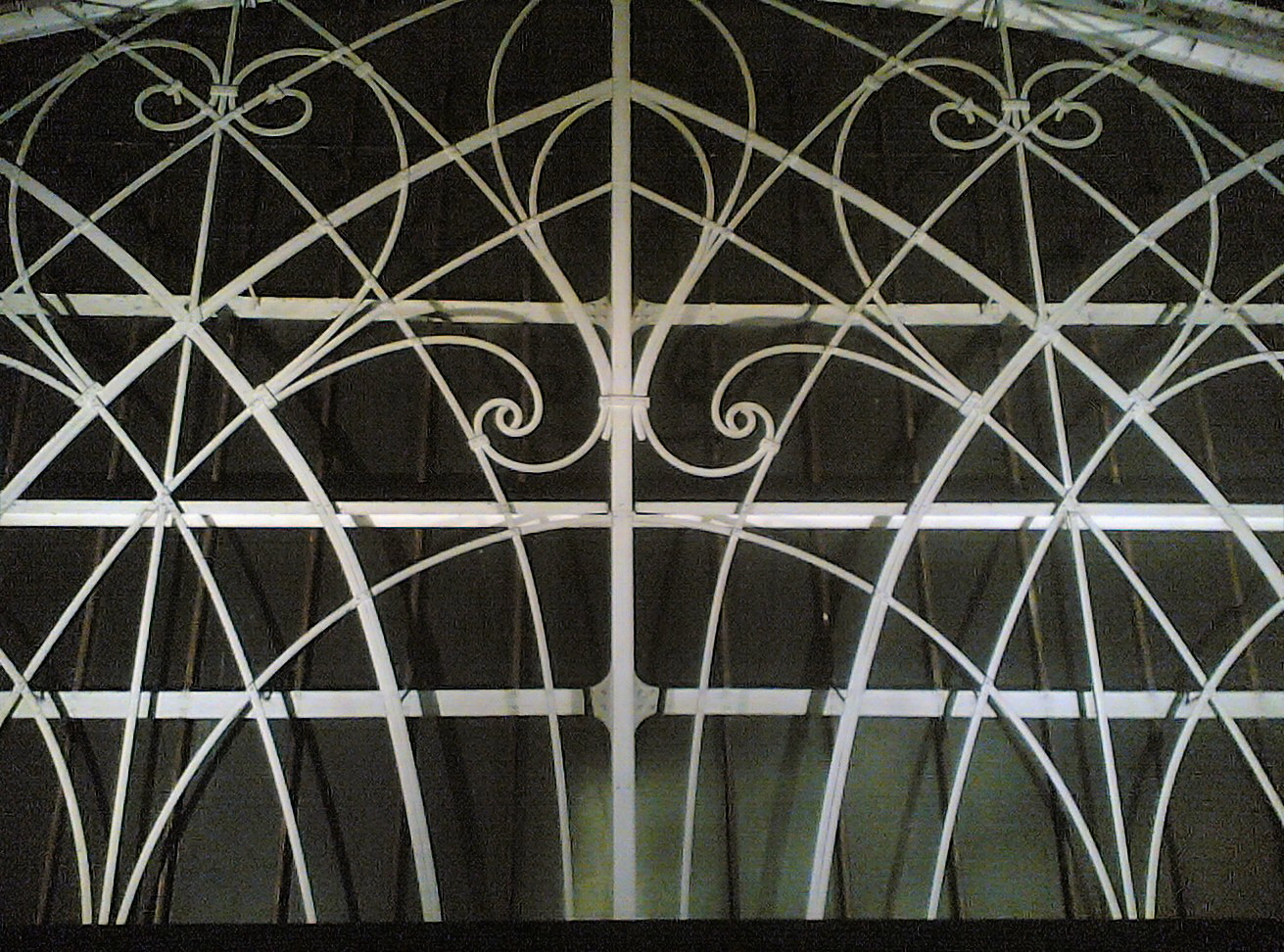
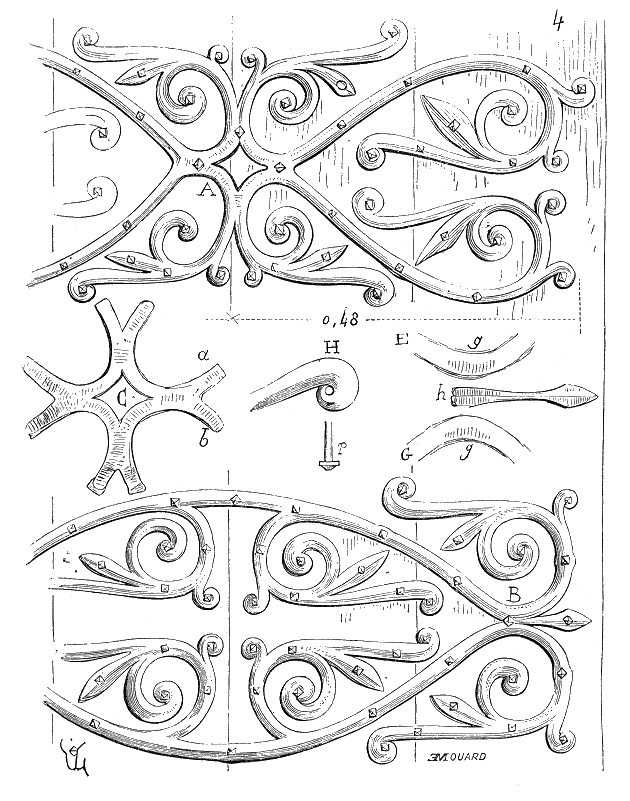
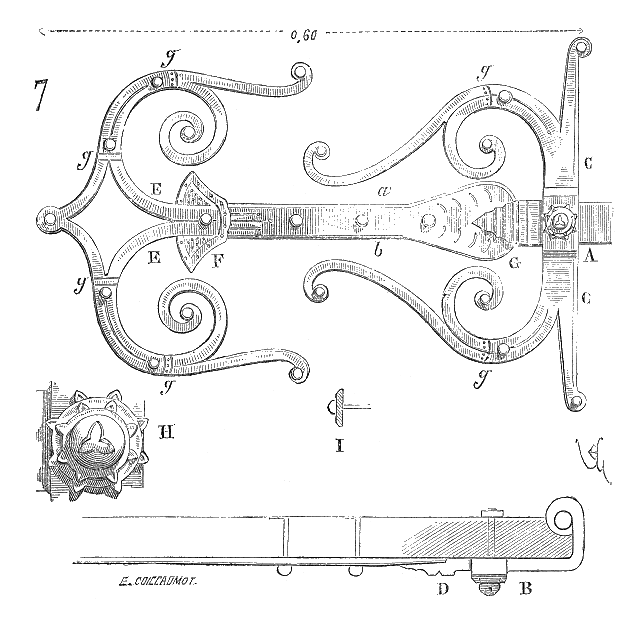
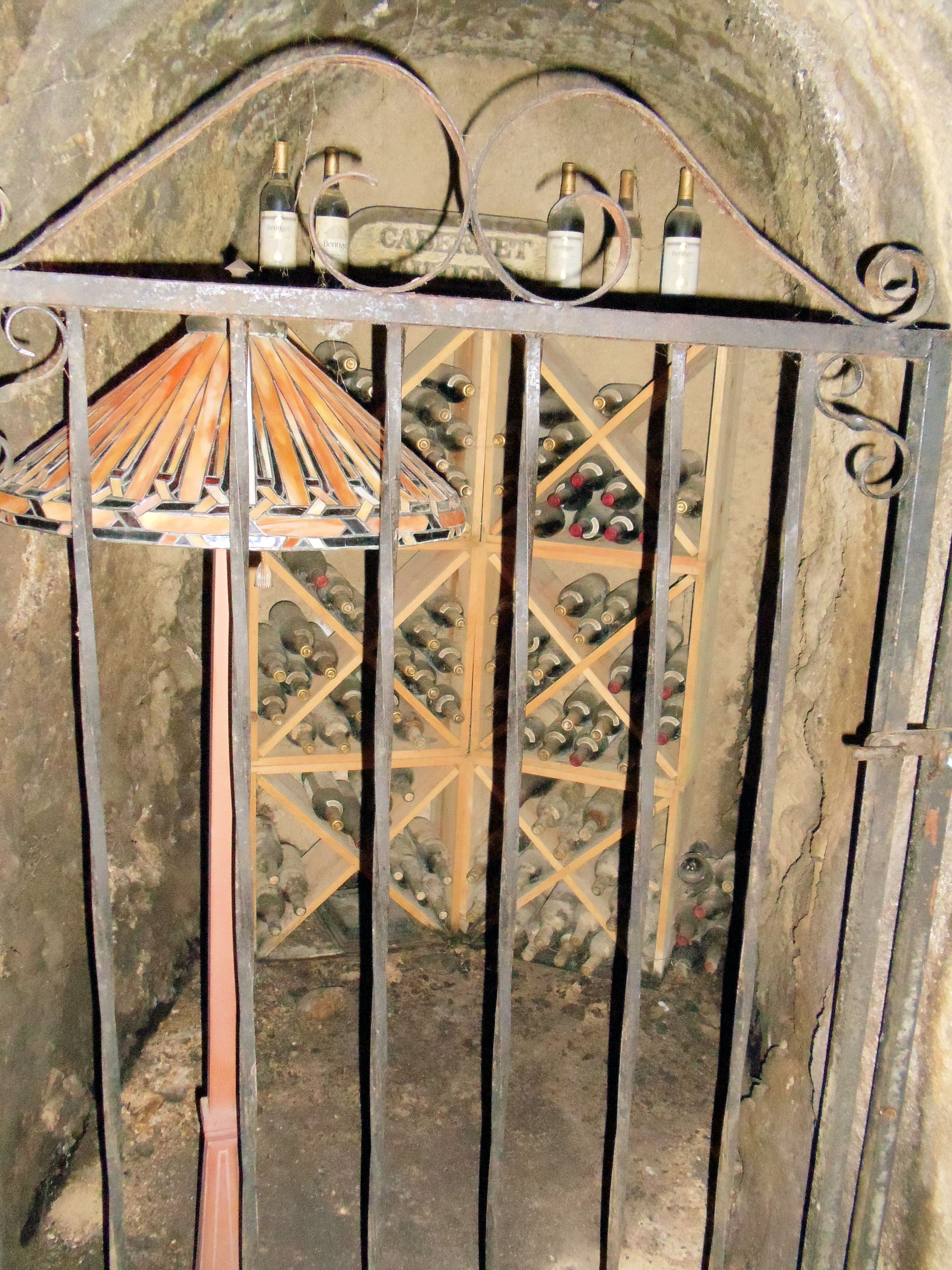
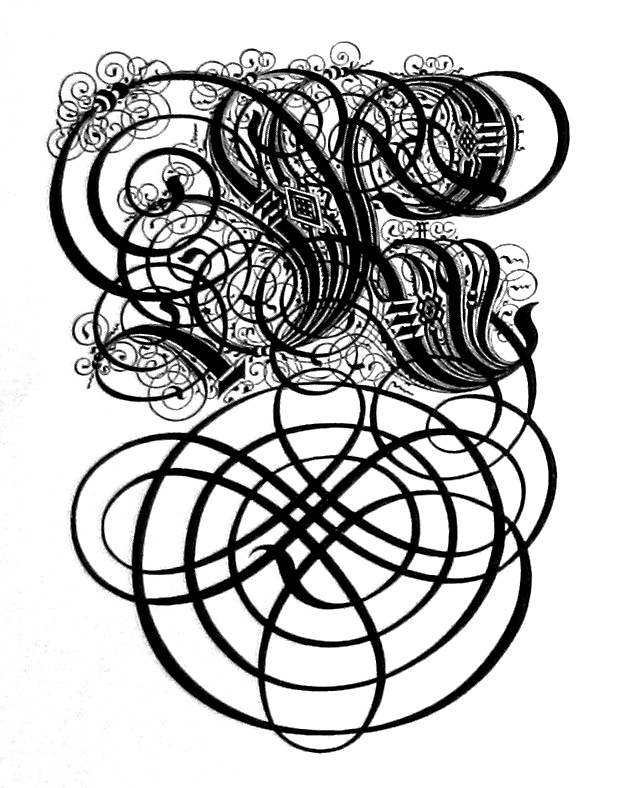
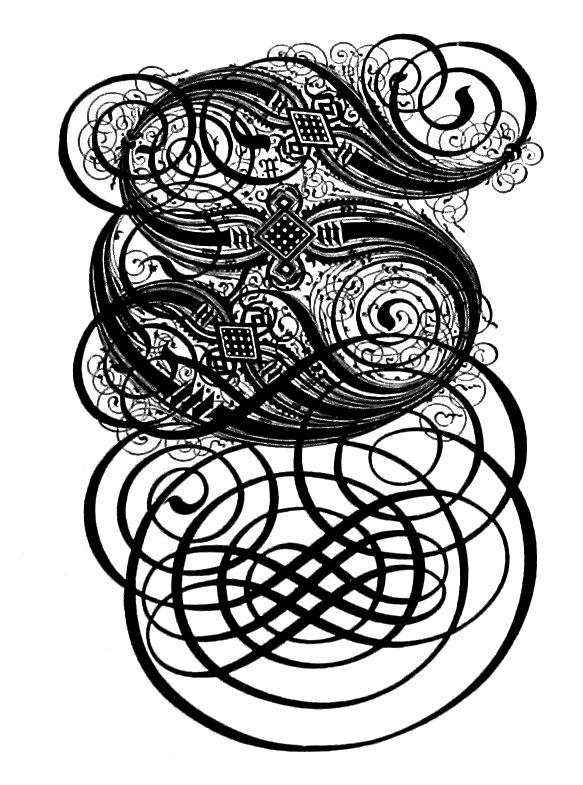
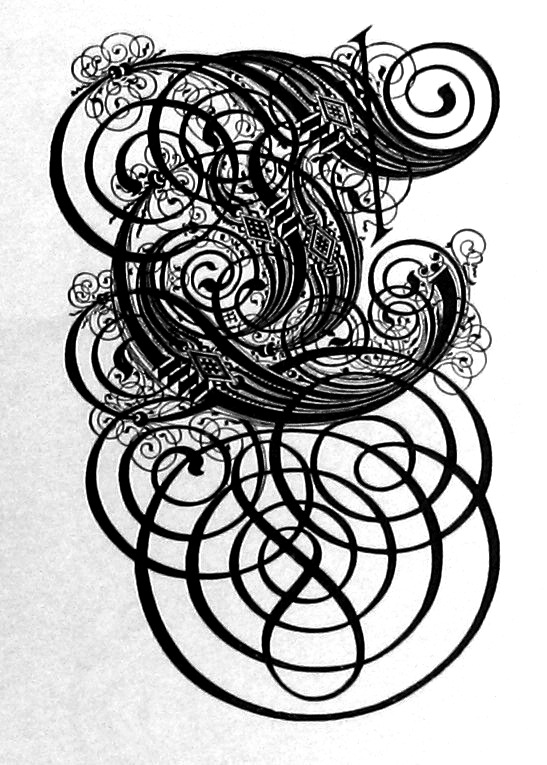
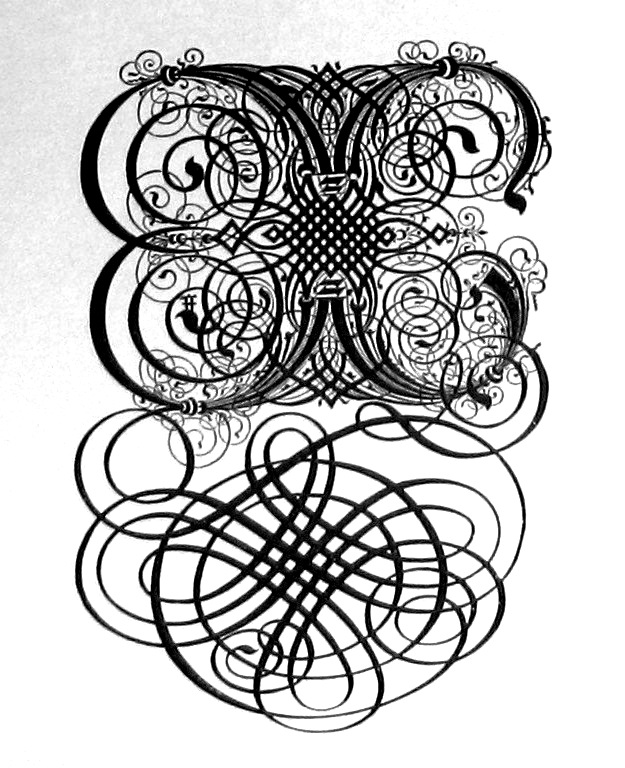
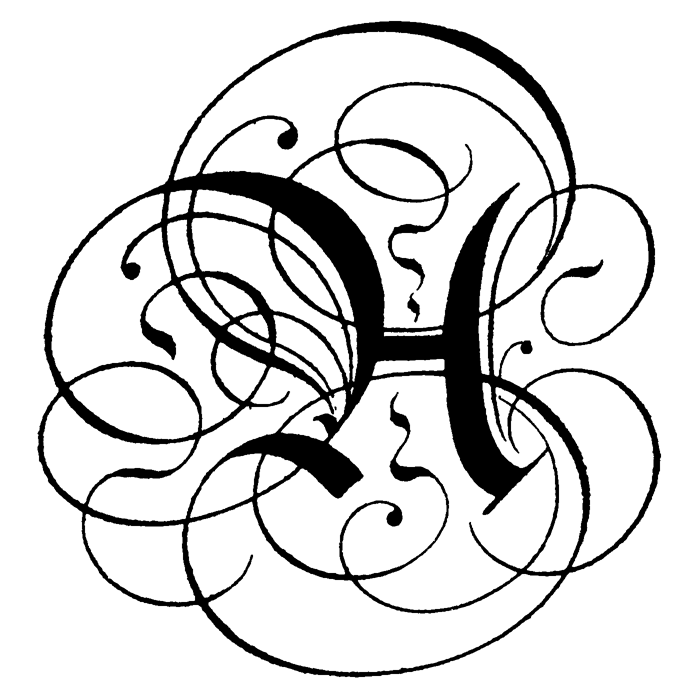
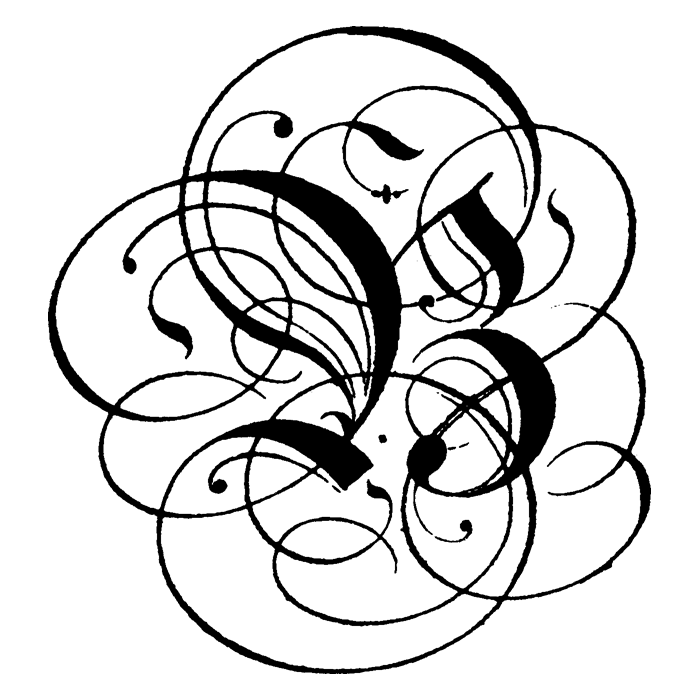
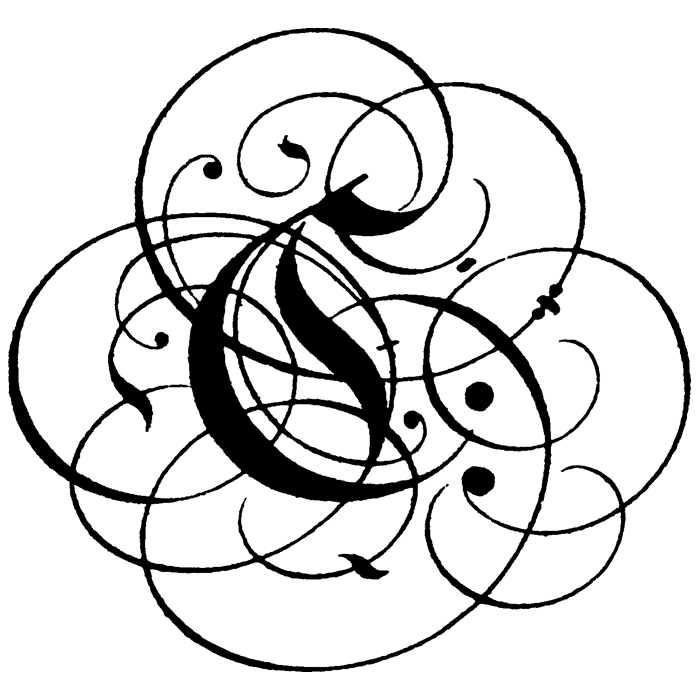